# Tanjung Heran (Taba Penanjung)
Tanjung Heran is een bestuurslaag in het regentschap Bengkulu Tengah van de provincie Bengkulu, Indonesië. Tanjung Heran telt 515 inwoners (volkstelling 2010).